# Acalolepta aesthetica
Acalolepta aesthetica es una especie de escarabajo del género Acalolepta, familia Cerambycidae. Fue descrita por Olliff en 1890.
Mide entre 25 y 32 mm.
Habita en Australia. Recientemente se la ha encontrado en Hawái donde se la considera una plaga invasora. Ataca Aleurites moluccanus, varios citrus, Cycadaceae y cacao, a pesar de que no se alimenta de esas especies en Queensland, Australia.